# Ehretia obtusifolia
Ehretia obtusifolia är en strävbladig växtart som beskrevs av Ferdinand von Hochstetter och Dc. Ehretia obtusifolia ingår i släktet Ehretia och familjen strävbladiga växter. Inga underarter finns listade i Catalogue of Life.